# Boekencollectie Stijn Streuvels
De Boekencollectie Stijn Streuvels is een collectie van meer dan duizend boeken, geschreven door de Belgische schrijver Stijn Streuvels (1871-1961). 

## Beschrijving
De boekencollectie bevat alle eerste drukken, een aantal zeldzame exemplaren en opdrachtexemplaren, naast boekbanden en vertaald werk. 

## Achtergrond
Streuvelsexpert Paul Thiers verzamelde deze collectie, die belangrijker is dan alles wat in de Belgische publieke bibliotheekcollecties over Streuvels aanwezig is. De collectie werpt een licht op ongeveer tachtig jaar bibliofiele evolutie en ontwikkeling van de uitgeverswereld. Daarnaast illustreert ze het literaire netwerk van Streuvels en zijn relatie met de beeldende kunst.
Stijn Streuvels (pseudoniem van Frank Lateur) is een van de grootste en meest vernieuwende Vlaamse schrijvers van zijn tijd die qua stijl vooral naturalistisch waren. Prominent aanwezig in zijn oeuvre zijn De vlaschaard (1907), Het leven en de dood in den Ast (1926) en De teleurgang van de waterhoek (1927). Centraal in zijn werk staan het Vlaamse dorpsleven en het noodlot. Hij schreef ook novellen en toneelstukken. 
Verschillende van zijn boeken werden verfilmd zoals de klassieker De Vlaschaard en zoals Mira, gebaseerd op De teleurgang van de Waterhoek, of omgezet naar toneel. 
Wetenschappelijke studies over Streuvels’ leven en werk, die nog steeds verschijnen, onderstrepen de veelzijdigheid van zijn werk en hun actueel belang.

## Geschiedenis
Het Erfgoedfonds van de Koning Boudewijnstichting kocht in 2017 de boekencollectie Thiers aan, dankzij de bemiddeling van de Antwerpse Erfgoedbibliotheek Hendrik Conscience, waar ze is ondergebracht.